# Leoš Friedl
Leoš Friedl (ur. 1 stycznia 1977 w Jindřichowym Hradcu) – czeski tenisista, zwycięzca Wimbledonu 2001 w grze mieszanej, reprezentant w Pucharze Davisa.

## Kariera tenisowa
Jako zawodowy tenisista Friedl występował w latach 1997–2011.
Sukcesy odnosił głównie w grze podwójnej, triumfując w 16 turniejach rangi ATP World Tour. Ponadto Czech jest również uczestnikiem 16 przegranych finałów.
W 2001 wygrał wspólnie z Danielą Hantuchovą mikstowy turniej na trawiastych kortach Wimbledonu. W finale pokonali wynikiem 4:6, 6:3, 6:2 parę Liezel Huber–Mike Bryan.
We wrześniu 2005 zadebiutował w reprezentacji Czech w Pucharze Davisa przeciwko Niemcom. Rozegrał 1 przegrany mecz deblowy przeciwko duetowi Tommy Haas–Alexander Waske. Partnerem deblowym Friedla był František Čermák.
Najwyżej sklasyfikowany w rankingu deblistów był na 14. miejscu w sierpniu 2005.

### Finały w turniejach ATP World Tour
| Legenda                                      |
| -------------------------------------------- |
| Wielki Szlem                                 |
| Igrzyska olimpijskie                         |
| Tennis Masters Cup / ATP Finals              |
| ATP Masters Series / ATP Tour Masters 1000   |
| ATP International Series Gold / ATP Tour 500 |
| ATP International Series / ATP Tour 250      |

#### Gra podwójna (16–16)
| Końcowy wynik | Nr  | Data             | Turniej          | Nawierzchnia | Partner          | Przeciwnicy                              | Wynik finału        |
| ------------- | --- | ---------------- | ---------------- | ------------ | ---------------- | ---------------------------------------- | ------------------- |
| Zwycięzca     | 1.  | 30 lipca 2000    | San Marino       | Ceglana      | Tomáš Cibulec    | Gastón Etlis Jack Waite                  | 7:6(1), 7:5         |
| Finalista     | 1.  | 6 sierpnia 2001  | Long Island      | Twarda       | Radek Štěpánek   | Jonathan Stark Kevin Ullyett             | 1:6, 4:6            |
| Zwycięzca     | 2.  | 28 lipca 2002    | Sopot            | Ceglana      | František Čermák | Jeff Coetzee Nathan Healey               | 7:5, 7:5            |
| Finalista     | 2.  | 29 września 2002 | Palermo          | Ceglana      | František Čermák | Lucas Arnold Ker Luis Lobo               | 4:6, 6:4, 2:6       |
| Finalista     | 3.  | 5 stycznia 2003  | Ćennaj           | Twarda       | František Čermák | Julian Knowle Michael Kohlmann           | 6:7(1), 6:7(3)      |
| Finalista     | 4.  | 12 stycznia 2003 | Auckland         | Twarda       | Tomáš Cibulec    | David Adams Robbie Koenig                | 6:7(5), 6:3, 3:6    |
| Finalista     | 5.  | 16 lutego 2003   | Viña del Mar     | Twarda       | František Čermák | Agustín Calleri Mariano Hood             | 3:6, 6:1, 4:6       |
| Zwycięzca     | 3.  | 13 kwietnia 2003 | Casablanca       | Ceglana      | František Čermák | Devin Bowen Ashley Fisher                | 6:3, 7:5            |
| Finalista     | 6.  | 13 lipca 2003    | Gstaad           | Ceglana      | František Čermák | Leander Paes David Rikl                  | 3:6, 3:6            |
| Finalista     | 7.  | 3 sierpnia 2003  | Sopot            | Ceglana      | František Čermák | Mariusz Fyrstenberg Marcin Matkowski     | 4:6, 7:6(7), 3:6    |
| Finalista     | 8.  | 28 września 2003 | Palermo          | Ceglana      | František Čermák | Lucas Arnold Ker Mariano Hood            | 6:7(6), 7:6(3), 4:6 |
| Finalista     | 9.  | 29 lutego 2004   | Costa do Sauípe  | Ceglana      | Tomas Behrend    | Mariusz Fyrstenberg Marcin Matkowski     | 2:6, 2:6            |
| Finalista     | 10. | 18 kwietnia 2004 | Estoril          | Ceglana      | František Čermák | Juan Ignacio Chela Gastón Gaudio         | 2:6, 1:6            |
| Finalista     | 11. | 23 maja 2004     | St. Pölten       | Ceglana      | Tomáš Cibulec    | Mariano Hood Petr Pála                   | 6:3, 5:7, 4:6       |
| Zwycięzca     | 4.  | 25 lipca 2004    | Kitzbühel        | Ceglana      | František Čermák | Lucas Arnold Ker Martín García           | 6:3, 7:5            |
| Zwycięzca     | 5.  | 15 sierpnia 2004 | Sopot            | Ceglana      | Leoš Friedl      | Martín García Sebastián Prieto           | 2:6, 6:2, 6:3       |
| Zwycięzca     | 6.  | 13 lutego 2005   | Buenos Aires     | Ceglana      | František Čermák | José Acasuso Sebastián Prieto            | 6:2, 7:5            |
| Zwycięzca     | 7.  | 19 lutego 2005   | Costa do Sauípe  | Ceglana      | František Čermák | José Acasuso Ignacio González King       | 6:4, 6:4            |
| Zwycięzca     | 8.  | 10 kwietnia 2005 | Casablanca       | Ceglana      | František Čermák | Martín García Luis Horna                 | 6:4, 6:3            |
| Zwycięzca     | 9.  | 1 maja 2005      | Estoril          | Ceglana      | František Čermák | Juan Ignacio Chela Tommy Robredo         | 6:3, 6:4            |
| Finalista     | 12. | 19 czerwca 2005  | ’s-Hertogenbosch | Trawiasta    | Tomáš Cibulec    | Cyril Suk Pavel Vízner                   | 3:6, 4:6            |
| Zwycięzca     | 10. | 10 lipca 2005    | Gstaad           | Ceglana      | František Čermák | Michael Kohlmann Rainer Schüttler        | 7:6(6) 7:6(11)      |
| Zwycięzca     | 11. | 31 lipca 2005    | Kitzbühel        | Ceglana      | Andrei Pavel     | Christophe Rochus Olivier Rochus         | 6:2, 6:7(5), 6:0    |
| Finalista     | 13. | 15 stycznia 2006 | Sydney           | Twarda       | František Čermák | Fabrice Santoro Nenad Zimonjić           | 1:6, 4:6            |
| Finalista     | 14. | 5 lutego 2006    | Viña del Mar     | Ceglana      | František Čermák | José Acasuso Sebastián Prieto            | 6:7(2), 4:6         |
| Zwycięzca     | 12. | 19 lutego 2006   | Buenos Aires     | Ceglana      | František Čermák | Wasilis Mazarakis Boris Pašanski         | 6:1, 6:2            |
| Zwycięzca     | 13. | 5 marca 2006     | Acapulco         | Ceglana      | František Čermák | Potito Starace Filippo Volandri          | 7:5, 6:2            |
| Zwycięzca     | 14. | 6 sierpnia 2006  | Sopot            | Ceglana      | František Čermák | Martín García Sebastián Prieto           | 6:3, 7:5            |
| Finalista     | 15. | 7 maja 2006      | Estoril          | Ceglana      | Lucas Arnold Ker | Lukáš Dlouhý Pavel Vízner                | 3:6, 1:6            |
| Finalista     | 16. | 26 maja 2007     | Pörtschach       | Ceglana      | David Škoch      | Simon Aspelin Julian Knowle              | 6:7(6), 7:5, 5–10   |
| Zwycięzca     | 15. | 22 lipca 2007    | Stuttgart        | Ceglana      | František Čermák | Guillermo García-López Fernando Verdasco | 6:4, 6:4            |
| Zwycięzca     | 16. | 1 sierpnia 2010  | Umag             | Ceglana      | Filip Polášek    | František Čermák Michal Mertiňák         | 6:3, 7:6(7)         |

#### Gra mieszana (1–0)
| Końcowy wynik | Nr | Data         | Turniej           | Nawierzchnia | Partnerka          | Przeciwnicy             | Wynik finału  |
| ------------- | -- | ------------ | ----------------- | ------------ | ------------------ | ----------------------- | ------------- |
| Zwycięzca     | 1. | 7 lipca 2001 | Wimbledon, Londyn | Trawiasta    | Daniela Hantuchová | Liezel Huber Mike Bryan | 4:6, 6:3, 6:2 |